# Tolhuin
Tolhuin est une ville d'Argentine située dans la province argentine de Terre de Feu, Antarctique et Îles de l'Atlantique Sud, au centre de la grande île de Terre de Feu entre Ushuaïa (à 98 km) et Rio Grande (à 105 km). En 2010, sa population est d'environ 2 626 habitants.

## Géographie
Tolhuin est située dans le voisinage de la source du lac Fagnano, à l'extrémité Est de celui-ci. Non loin se trouvent les lacs Yehuin et Chepelmut. La seule route qui la traverse est la route nationale 3, lafameuse Transaméricaine. Tolhuin est à 183 km de San  Sebastián (frontière Argentine-Chili).

## Histoire

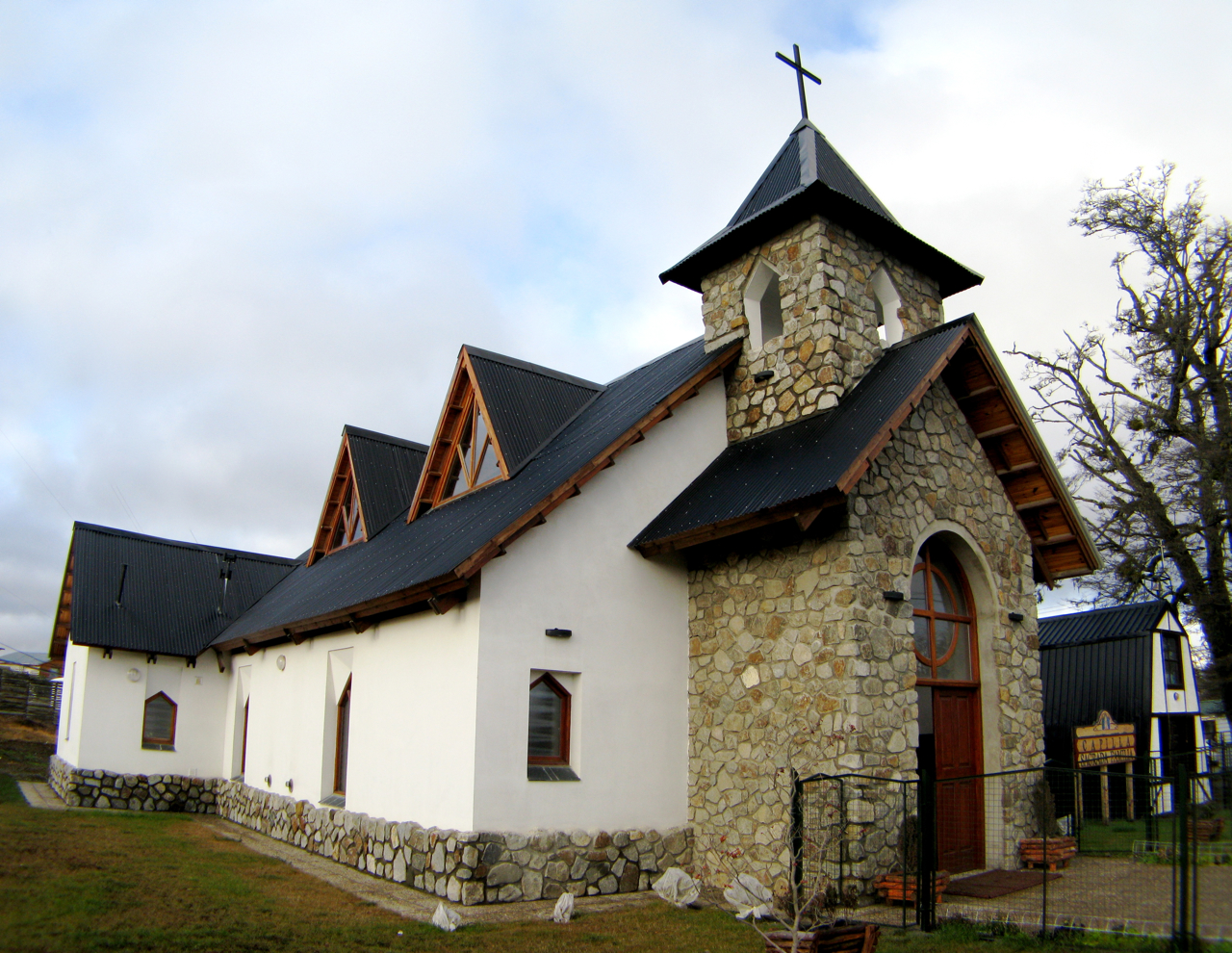
L'église de Tolhuin

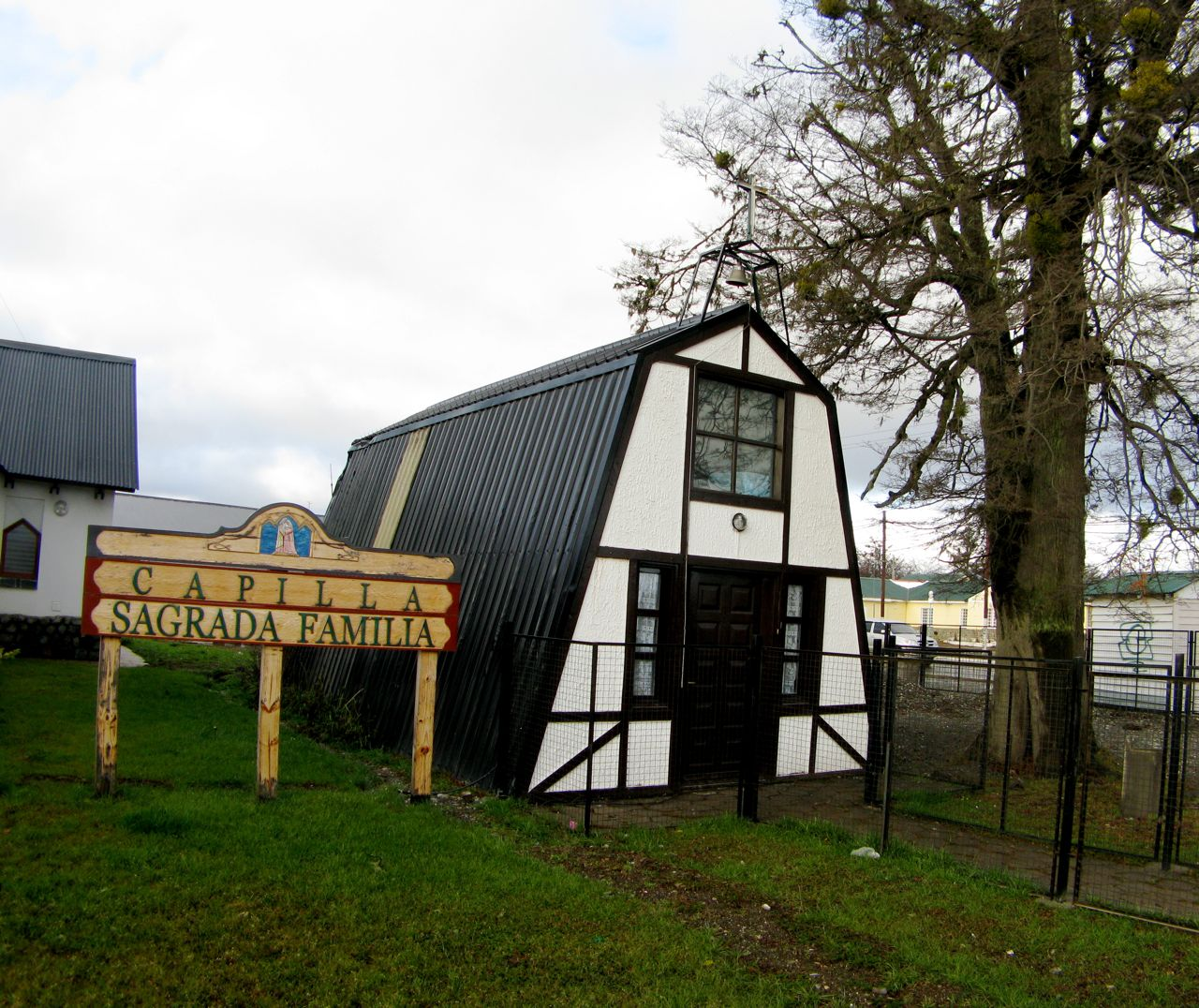
La chapelle Sagrada Familia de Tolhuin

Son nom provient d'un composé de deux mots de langue Selknam : Tol (cœur) et Wen (comme ou tel un). Mais au lieu de « comme un cœur »  (parecido a corazón), il est d'usage de le traduire par cœur de l'île (corazón de la Isla). La ville fut nommée ainsi à la mémoire des amérindiens de Terre de Feu.
En effet les lieux étaient habités par le peuple amérindien Selknam depuis près de 11 000 ans comme le montrent les travaux archéologiques de Junius Bird ou ceux de Anne Chapman avant leur entière disparition dans le milieu du XXe siècle,.
Tolhuin a été fondée le 9 octobre 1972 par le gouverneur de la Province pour deux raisons :  stratégique et économique. À sa fondation, Tolhuin ne comptait que 60 habitants. En 1991, Tolhuin est déclarée commune (régime municipal) par la Constitution de la province de la Terre de Feu. Le 11 décembre 1991, ont lieu les premières élections municipales. Sa population était alors de 442 habitants environ. En 1997, un recensement  annonçait 968 habitants.

## Économie

### Le tourisme
Boisée et vallonnée, Tolhuin est protégée des vents du littoral. C'est pourquoi elle est très appréciée des habitants de Rio Grande et d'Ushuaïa qui y viennent en week-end et lors de leurs vacances (maisons secondaires, location de cabañas, camping). Elle est ignorée de la plupart des touristes étrangers qui orientent leur séjour à Ushuaia et à Rio Grande. La pêche (rivières et lacs), l'équitation, les treks à cheval sont les principales activités ainsi que la découverte de la réserve naturelle Corazón de la Isla, créée en 2000 (loi provinciale no 494/00), de la Laguna Negra et du Rio Valdez. 

### L'exploitation forestière
Il y existe de grandes et denses forêts fuégiennes idéales à l'exploitation du bois. Celui-ci pour la plupart exporté en raison de la forte demande mondiale.

### L'exploitation tourbière
La présence naturelle et riche de tourbières sur le territoire de la commune de Tolhuin a permis le développement de l'exploitation de la tourbe (extraction, séchage, triage, compactage, emballage...). La tourbe est principalement destinée à l'agriculture et notamment comme terreau efficace à la culture du soja.

## Film tourné à Tolhuin
- 2018 : Joel, une enfance en Patagonie, de Carlos Sorin